# Vươn tới cung trăng
Vươn tới cung trăng (tên gốc tiếng Anh: Over the Moon) là phim điện ảnh hoạt hình ca nhạc kỳ ảo năm 2020 do Glen Keane và John Kahrs đạo diễn, từ phần kịch bản do Audrey Wells đảm nhiệm cùng phần kịch bản bổ sung của Alice Wu và Jennifer Yee McDevitt. Bộ phim do hai hãng Pearl Studio và Netflix Animation chịu trách nhiệm sản xuất cùng phần hoạt họa do Sony Pictures Imageworks thực hiện. Tác phẩm có sự tham gia lồng tiếng của Cathy Ang, Phillipa Soo, Ken Jeong, John Cho, Ruthie Ann Miles, Margaret Cho và Sandra Oh.
Vươn tới cung trăng được công chiếu ra mắt tại Liên hoan phim Montclair vào ngày 17 tháng 10 năm 2020, và sau đó được phát hành trực tuyến trên nền tảng Netflix cùng một số rạp chiếu phim chọn lọc vào ngày 23 tháng 10. Bộ phim đã thu về 860.000 USD toàn cầu và giành được một đề cử giải Quả cầu vàng cho Phim hoạt hình hay nhất và một đề cử Phim hoạt hình hay nhất tại Giải Oscar lần thứ 93. Vươn tới cung trăng cũng là bộ phim cuối cùng mà Wells thực hiện trước khi qua đời và tác phẩm cũng được dành để tưởng nhớ bà.

## Nội dung
Cô bé Phi Phi đang được kể về truyền thuyết về Hằng Nga, người đã uống thuốc trường sinh bất tử, trở thành nữ thần và bay lên Mặt Trăng và chờ đợi người yêu Hậu Nghệ trên đó. Để chuẩn bị cho Tết Trung thu hàng năm, Phi Phi và gia đình làm bánh trung thu bán cho cả làng. Tuy nhiên, mẹ của Phi Phi bị ốm, và trước khi qua đời cô đã tặng cho con gái mình một con thỏ tên là Bungee. 4 năm sau, khi biết cha cô sẽ đính hôn với cô Chung, Phi Phi rất buồn và cũng tỏ ra khó chịu với con trai của cô là Chin. Trong bữa cỗ Trung thu với dòng họ và cô Chung, sau khi thấy mọi người trong gia đình không ai tin vào truyền thuyết Hằng Nga, Phi Phi quyết định chế tạo một tên lửa lên Mặt Trăng để chứng minh rằng Hằng Nga là có thật.
Tên lửa của cô bé bay lên vũ trụ, nhưng cô bé nhận ra Chin đã lẻn vào chiếc tên lửa kiến khối lượng nặng hơn mức cho phép và chúng bắt đầu rơi trở về Trái Đất. Đột nhiên, chùm năng lượng thần bí đã kéo tên lửa tới Mặt Trăng. Sau đó, hai linh hồn sư tử đã đưa cả hai đến Lunaria. Cả hai được đưa tới chỗ Hằng Nga và các thần dân. Hằng Nga nói với Phi Phi rằng cô bé phải tìm một món quà cho Hằng Nga để cô có thể đưa Hậu Nghệ trở về. Phi Phi chụp ảnh với Hằng Nga để chứng minh Hằng Nga có thật, nhưng Hằng Nga muốn phải có món quà thì cô mới đưa cô bé tấm ảnh. Hằng Nga phát động một cuộc thi đi tìm món quà, trước khi thời gian cho phép dần cạn kiệt.
Phi Phi bực tức với Chin, bỏ cậu lại và đi cùng lũ gà phi xe đến địa điểm tên lửa của cô rơi. Cùng luc đó Hằng Nga thách thức Chin chơi bóng bàn và Chin đã thắng, điều này càng làm Hằng Nga khó chịu. Trong khi Chin Hằng Nga nhốt trong căn phòng chơi bóng bàn, thỏ Bungee đi theo Thỏ Ngọc vào nơi làm việc của cậu và tạo ra hũ phép thuật bằng tình yêu của cả hai. Phi Phi và lũ gà đến địa điểm rơi tên lửa, nơi cô ấy gặp một cư dân Lunaria bị lưu đày tên là Gobi. Cô bé nhìn thấy con búp bê Hằng Nga của mình và nghĩ đó chính món quà Hằng Nga cần. Ngay lập tức lũ gà đã tóm lấy con búp bê, phóng xe bỏ Phi Phi và Gobi ở lại. Phi Phi và Gobi tiến đến Lunaria trên lưng của những con cóc khổng lồ; Gobi cũng tiết lộ Hằng Nga đã đày ải cậu do một bài hát mà cậu đã hát. Phi Phi và Gobi đuổi kịp lũ gà, nhưng trong cuộc ẩu đả, con búp bê đã bị phá hủy. Tuy nhiên, trong một chiếc bánh trung thu, Phi Phi phát hiện ra một nửa hình khuyên bằng ngọc bích bị vỡ và nhận ra đó chính là món quà của Hằng Nga. Họ quay trở lại cung điện Lunaria, gặp lại Chin và Bungee, và trao món quà cho Hằng Nga.
Hằng Nga ghép mảnh vỡ thành một vòng tròn ngọc bích đầy đủ và gặp lại Hậu Nghệ, nhưng Hậu Nghệ nói với cô rằng cả hai không thể đến với nhau và biến mất. Hằng Nga rơi vào trạng thái u sầu, khiến tất cả ánh sáng trong Lunaria bị dập tắt. Phi Phi cố gắng tiếp cận Hằng Nga trong căn phòng đen tối, nhưng cô bé cũng trở nên u sầu vì những ký ức về mẹ mình. Nhận ra cả hai phải vượt qua những bi kịch của chính mình, Hằng Nga và Phi Phi động viên nhau và tìm thấy tình yêu xung quanh họ, cho phép cả hai chấp nhận cái chết của người thân, khôi phục lại ánh sáng cho Lunaria. Hằng Nga cảm ơn Phi Phi và tiễn cô bé và Chin trở về nhà, nhưng thỏ Bungee lại chọn ở lại trên Mặt trăng cùng với cậu Thỏ Ngọc. Phi Phi và Chin trở về nhà, cô bé chấp nhận cuộc hôn nhân của cha cùng cậu em trai bất đắc dĩ Chin.

## Diễn viên lồng tiếng
- Đạo diễn chuyển âm: Lưu Nguyễn Bảo Châu
- Chủ biên âm nhạc (Việt Nam): Nguyễn Phú Luân
- Dịch ca khúc lời Việt: Nguyễn Phú Luân & Đoàn Khánh Ái

| Nhân vật        | Diễn viên lồng tiếng                                           | Diễn viên lồng tiếng               |
| Nhân vật        | Mỹ                                                             | Việt Nam                           |
| --------------- | -------------------------------------------------------------- | ---------------------------------- |
| Phi Phi         | Cathy Ang                                                      | Trần Trúc Anh Bình Giang (hát)     |
| Chin            | Robert G. Chiu                                                 |                                    |
| Hằng Nga        | Phillipa Soo                                                   | Lưu Ái Phương Lý Đoàn Mai Vy (hát) |
| Gobi            | Ken Jeong                                                      | Lê Trường Tân Trần Hoàng Sơn (hát) |
| Ba Ba           | John Cho                                                       | Hoài Văn Nguyễn Phú Luân (hát)     |
| Ma Ma           | Ruthie Ann Miles                                               | Ngọc Diệu Chu Mỹ Duyên (hát)       |
| Cô Chung        | Sandra Oh                                                      |                                    |
| Dì Ling         | Margaret Cho (Cho cũng lồng tiếng cho Gretch)                  |                                    |
| Dì Mei          | Kimiko Glenn (Glenn cũng lồng tiếng cho Lulu)                  |                                    |
| Bác Phi Phi     | Artt Butler (Bác của Phi Phi. Butler cũng lồng tiếng cho Bill) |                                    |
| Ông nội Phi Phi | Clem Cheung                                                    |                                    |
| Bà nội Phi Phi  | Irene Tsu                                                      |                                    |
| Thầy giáo       |                                                                |                                    |
| Hậu Nghệ        | Conrad Ricamora                                                | Văn Tài Nguyễn Phú Luân (hát)      |

## Sản xuất

### Phát triển
Vào ngày 26 tháng 9 năm 2017, Pearl Studio đã thuê Audrey Wells viết kịch bản cho một phim điện ảnh mang tên Vươn tới cung trăng dựa trên ý tưởng của Janet Yang về câu chuyện thần thoại của Trung Quốc. Ngày 6 tháng 2 năm 2018, Netflix mua lại bản quyền phân phối bộ phim và Glen Keane được chỉ định làm đạo diễn. Tuy nhiên nhà biên kịch Audrey Wells đã qua đời vào năm 2018 và bộ phim được dành để tưởng nhớ tới bà.
Phần hoạt họa của bộ phim do Pearl Studio và Sony Pictures Imageworks đảm nhiệm.

### Âm nhạc
Phần nhạc nền của tác phẩm do Steven Price biên soạn. Các bài hát gốc trong tác phẩm do Christopher Curtis, Marjorie Duffield và Helen Park sáng tác.
Tất cả các ca khúc được viết bởi Christopher Curtis, Marjorie Duffield và Helen Park.
| STT              | Nhan đề                                                             | Ca sĩ                                                                                           | Thời lượng |
| ---------------- | ------------------------------------------------------------------- | ----------------------------------------------------------------------------------------------- | ---------- |
| 1.               | "On the Moon Above (Trên Ánh Trăng Xa Xôi)"                         | John Cho, Ruthie Ann Miles, Cathy Ang (Mỹ) Nguyễn Phú Luân, Chu Mỹ Duyên, Bình Giang (Việt Nam) | 1:31       |
| 2.               | "Mooncakes (Bánh trung thu)"                                        | Cho, Miles, Ang (Mỹ) Nguyễn Phú Luân, Chu Mỹ Duyên, Bình Giang (Việt Nam)                       | 4:19       |
| 3.               | "Rocket to the Moon (Tên lửa tới cung trăng)"                       | Ang (Mỹ) Bình Giang (Việt Nam)                                                                  | 3:48       |
| 4.               | "Rocket to the Moon (Reprise) Tên Lửa Tới Cung Trăng (Bản lặp lại)" | Ang(Mỹ) Bình Giang (Việt Nam)                                                                   | 2:01       |
| 5.               | "Ultraluminary (Nữ Thần Quyền Năng)"                                | Phillipa Soo (Mỹ) Lý Đoàn Mai Vy (Việt Nam)                                                     | 3:20       |
| 6.               | "Hey Boy"                                                           | Soo, Robert G. Chiu (Mỹ) Lưu Ái Phương, Quốc Hưng (Việt Nam)                                    | 1:47       |
| 7.               | "Wonderful (Vì Bạn Tuyệt Vời)"                                      | Ken Jeong, Ang (Mỹ) Trần Hoàng Sơn, Bình Giang (Việt Nam)                                       | 2:37       |
| 8.               | "Yours Forever (Reprise) Luôn mãi là của bạn(Reprise)"              | Soo, Conrad Ricamora (Mỹ) Lý Đoàn Mai Vy, Nguyễn Phú Luân (Việt Nam)                            | 2:00       |
| 9.               | "Love Someone New (Mở Cửa Đón Yêu Thương)"                          | Soo, Ang (Mỹ) Lý Đoàn Mai Vy, Bình Giang (Việt Nam)                                             | 3:36       |
| Tổng thời lượng: | Tổng thời lượng:                                                    | Tổng thời lượng:                                                                                | 24:48      |

## Phát hành
Tác phẩm được công chiếu tại một số rạp chiếu phim chọn lọc và phát hành trực tuyến trên nền tảng Netflix vào ngày 23 tháng 10 năm 2020. Trước khi ra mắt vào ngày 23 tháng 10, Vươn tới cung trăng đã được chiếu tại Liên hoan phim Montclair vào ngày 17 tháng 10. Trước khi bộ phim phát hành, một cuốn sách do sử gia hoạt hình Leonard Maltin chấp bút về lịch sử của bộ phim có tên Over the Moon: Illuminating the Journey được phát hành vào ngày 22 tháng 10. Vào tháng 1 năm 2021, Netflix cho biết 43 triệu hộ gia đình đã xem bộ phim.

## Đón nhận

### Đánh giá chuyên môn
Trên hệ thống tổng hợp kết quả đánh giá Rotten Tomatoes, phim nhận được 81% lượng đồng thuận dựa theo 100 bài đánh giá, với điểm trung bình là 6,9/10. Các chuyên gia của trang web nhất trí rằng, "Dù nhiều yếu tố trong cốt truyện của Vươn tới cung trăng có thể quen thuộc, phần hình ảnh của bộ phim lại bù đắp cho chúng ta vô vàn màu sắc." Trên trang Metacritic, phần phim đạt số điểm 60 trên 100, dựa trên 22 nhận xét, chủ yếu là những ý kiến trái chiều.

### Giải thưởng
| Giải thưởng                                             | Ngày                | Hạng mục                                                                   | Đề cử | Kết quả | Nguồn  |
| ------------------------------------------------------- | ------------------- | -------------------------------------------------------------------------- | --- | ------- | ------ |
| Giải Oscar                                              | 25 tháng 4 năm 2021 | Phim hoạt hình hay nhất                                                    | Glen Keane | Đề cử   | [ 17 ] |
| Giải thưởng của Các nhà biên tập điện ảnh Hoa Kỳ        | 17 tháng 4 năm 2021 | Dựng phim điện ảnh hoạt hình xuất sắc nhất                                 | Edie Ichioka | Đề cử   |        |
| Giải Annie                                              | 16 tháng 4 năm 2021 | Thành tựu đột phá cho hiệu ứng hoạt hình trong sản phẩm hoạt hình          | Ian Farnsworth, Brian Casper, Reinhold Rittinger và Zoran Stojanoski                                                                | Đề cử   | [ 18 ] |
| Giải Annie                                              | 16 tháng 4 năm 2021 | Thành tựu đột phá cho lồng tiếng trong sản phẩm điện ảnh hoạt hình         | Robert G. Chiu | Đề cử   | [ 18 ] |
| Giải Annie                                              | 16 tháng 4 năm 2021 | Thành tựu đột phá cho chỉ đạo đạo diễn trong sản phẩm điện ảnh hoạt hình   | Glen Keane | Đề cử   | [ 18 ] |
| Giải Annie                                              | 16 tháng 4 năm 2021 | Thành tựu đột phá cho âm nhạc trong sản phẩm điện ảnh hoạt hình            | Steven Price, Christopher Curtis, Marjorie Duffield và Helen Park                                                                   | Đề cử   | [ 18 ] |
| Giải Annie                                              | 16 tháng 4 năm 2021 | Thành tựu đột phá cho biên kịch trong sản phẩm điện ảnh hoạt hình          | Audrey Wells | Đề cử   | [ 18 ] |
| Giải Annie                                              | 16 tháng 4 năm 2021 | Thành tựu đột phá cho kịch bản phân cảnh trong sản phẩm điện ảnh hoạt hình | Glen Keane | Đề cử   | [ 18 ] |
| Giải Quả cầu vàng                                       | 28 tháng 2 năm 2021 | Phim hoạt hình hay nhất                                                    | Glen Keane | Đề cử   |        |
| Giải Critics' Choice                                    | 10 tháng 1 năm 2021 | Phim hoạt hình hay nhất                                                    | Over the Moon | Đề cử   | [ 19 ] |
| Giải Critics' Choice                                    | 10 tháng 1 năm 2021 | Nữ diễn viên lồng tiếng xuất sắc nhất trong phim hoạt hình                 | Phillipa Soo | Đề cử   | [ 19 ] |
| Giải Hollywood Music in Media                           | 27 tháng 4 năm 2021 | Bài hát gốc xuất sắc nhất trong phim hoạt hình                             | "Rocket to the Moon" – Christopher Curtis, Marjorie Duffield và Helen Park                                                          | Đề cử   | [ 20 ] |
| Giải thưởng của Hiệp hội nhà biên tập âm thanh điện ảnh | 16 tháng 4 năm 2021 | Thành tựu đột phá trong biên tập âm thanh – Phim điện ảnh hoạt hình        | Jeremy Bowker, Qianbaihui Yang, Chris Frazier, Alyssa Nevarez, Larry Oatfield, Dee Selby, Bradley Farmer, Ronni Brown và Jana Vance | Đề cử   | [ 21 ] |
| Giải Visual Effects Society                             | 6 tháng 4 năm 2021  | Hiệu ứng hình ảnh đột phá trong phim điện ảnh hoạt hình                    | Glen Keane, Gennie Rim, Céline Desrumaux và David Alexander Smith                                                                   | Đề cử   | [ 22 ] |
| Giải Visual Effects Society                             | 6 tháng 4 năm 2021  | Nhân vật hoạt hình đột phá trong phim điện ảnh hoạt hình                   | Siggi Orri Thorhannesson, Hyesok Kim, Javier Solsona và Alan Chen (cho Hằng Nga)                                                    | Đề cử   | [ 22 ] |
| Giải Visual Effects Society                             | 6 tháng 4 năm 2021  | Mô phỏng hiệu ứng đột phá trong phim điện ảnh hoạt hình                    | Ian Farnsworth, Brian Casper, Reinhold Rittinger và Jennifer Lasrado                                                                | Đề cử   | [ 22 ] |